# Antonio Dominique
Antonio Signori Nymi Dominique (Lausanne, 25 de julho de 1994) é um futebolista suíço-angolano que atua como goleiro. Atualmente defende o Étoile Carouge e a Seleção Angolana.

## Carreira em clubes
Formado na base do Lausanne Sport, Dominique atuou em 12 jogos pela equipe principal e 9 pelo time B entre 2012 e 2014. Jogou também por Le Mont, Primeiro de Agosto, Basel (times principal e reserva) e Petro de Luanda. 
Após uma temporada sem jogar em nenhum clube, o goleiro assinou com o Étoile Carouge, da terceira divisão suíça, em julho de 2023.

## Carreira internacional
Tendo representado as seleções de base da Suíça, Dominique optou em defender a Seleção Angolana principal, fazendo sua estreia pelos Palancas Negras num amistoso contra Marrocos, em agosto de 2014.
Foi convocado para a Copa Africana de 2023, como reserva de Neblú. Com a expulsão do titular na vitória por 3 a 0 sobre a Namíbia, pelas oitavas-de-final, substituiu Estrela aos 17 minutos de jogo para assumir o gol angolano. No jogo contra a Nigéria, pelas quartas-de-final, não conseguiu evitar o gol de Ademola Lookman, que garantiu as Super Águias na semifinal do torneio.

## Títulos
Primeiro de Agosto
- Girabola: 2016, 2017
- Supertaça de Angola: 2017

Basel
- Copa da Suíça: 2018–19